# Kotao iz Gundestrupa
Kotao iz Gundestrupa bogato je ukrašena srebrna posuda, za koju se smatra da datira između 200. pr. Kr. i 300. ili uže između 150. pr. Kr. i 1. pr. Kr. To ga svrstava u kasnolatensko razdoblje ili rano rimsko željezno doba. Kotao je najveći poznati primjer srebrnine iz europskog željeznog doba (promjer: 69 cm; visina: 42 cm). Nađen je u rastavljen, s ostalim dijelovima naslaganim u bazi, 1891. u tresetištu u blizini zaseoka Gundestrupa u župi Aars, na poluotoku Himmerlandu, u Danskoj (56°49′N 9°33′E / 56.817°N 9.550°E). Sada je najčešće izložen u Nacionalnom muzeju Danske u Kopenhagenu, s replikama u drugim muzejima; tijekom 2015./16. bio je u Velikoj Britaniji na putujućoj izložbi nazvanoj Kelti.
Kotao nije potpun, a sada se sastoji od zaobljenog dna u obliku čaše koji čini donji dio kotla, obično nazvan osnovnom pločom, iznad koje je pet unutarnjih ploča i sedam vanjskih; nedostajala bi osma vanjska ploča za okruživanje kotla, a preživjela su samo dva dijela zaobljenog oboda na vrhu kotla. Osnovna ploča uglavnom je glatka i ukrašena iznutra i izvana, osim ukrašenog okruglog medaljona u središtu unutrašnjosti. Sve su ostale ploče u velikoj mjeri ukrašene iskucavanjem, utisnute odozdo da istisnu srebro. Druge su se tehnike koristile za dodavanje detalja, a postoji i opsežna pozlata te poneka upotreba umetnutih komadića stakla za oči figura. Pronađeni su i drugi dijelovi okova. Ukupna težina je nešto ispod 9 kilograma.
Unatoč činjenici da je posuda pronađena u Danskoj, vjerojatno nije izrađena ni tamo ni u blizini; uključuje elemente galskog i tračkog podrijetla u izradi, metalurgiji i slikama. Tehnike i elementi stila ploča usko su povezani s drugim tračkim srebrom, dok se velik dio prikaza, posebno ljudskih figura, odnosi na Kelte, iako pokušaji bliskog povezivanja scena s keltskom mitologijom ostaju kontroverzni. Ostali aspekti ikonografije potječu s Bliskog istoka.
Izrazita gostoljubivost vjerojatno je bila obaveza za keltske elite, i premda su kotlovi bili važna stavka prestižne limarske obrade, obično su puno jednostavniji i manji od ovog. Ovo je izuzetno velik i složen objekt bez bliske paralele, osim velikog ulomka iz brončanog kotla koji je također pronađen u Danskoj, u mjestu Rynkeby. U tresetištima u Skandinaviji nađeni su brojni dobro očuvani predmeti kakvi su vjerojatno nekada bili uobičajeni, ali drugdje nisu učuvani. Znanstvenici su o njoj mnogo raspravljali i predstavlja fascinantno složenu demonstraciju mnogih unakrsnih struja u europskoj umjetnosti, kao i neobičan stupanj pripovijedanja za keltsku umjetnost, iako je malo vjerojatno da ćemo ikad u potpunosti razumjeti njezino izvorno značenje.

## Otkriće
Kotao iz Gundestrupa otkrili su ljudi koji su vadili treset u malom tresetištu zvanom Rævemose (u blizini većeg močvara Borremose) 28. svibnja 1891. Danska vlada isplatila je veliku nagradu pronalazačima, koji su se nakon toga ogorčeno posvađali među sobom oko podjele novca. Paleobotanička ispitivanja tresetišta u vrijeme otkrića pokazala su da je zemlja bila suha kad je kotao dospio na tu lokaciju, a treset se postupno nataložio preko kotla. Način slaganja sugerira da se kotao pokušalo dobro skriti. Druga istraga o Rævemoseu poduzeta je 2002. godine, sa zaključkom da je tresetište moglo postojati kad je kotao zakopan.
Kotao je pronađen u rastavljenom stanju s pet dugih pravokutnih ploča, sedam kratkih ploča, jednom okruglom pločom (koja se obično naziva "osnovna ploča") i dva ulomka cijevi naslaganih unutar zakrivljene baze. Uz to postoji i komad željeza iz prstena koji je izvorno postavljen unutar srebrnih cijevi duž ruba kotla. Pretpostavlja se da nedostaje osma ploča jer je opseg sedam vanjskih ploča manji od opsega pet unutarnjih ploča.
Izrađen je skup replika u punoj veličini. Jedan se nalazi u Nacionalnom muzeju Irske u Dublinu, a nekoliko je u Francuskoj, uključujući Musée gallo-romain de Fourvière u Lyonu i Musée d'archéologie nationale u Saint-Germain-en-Layeu.

## Rekonstrukcija
Budući da je kotao pronađen u komadima, moralo ga se rekonstruirati. Tradicionalni redoslijed ploča odredio je Sophus Müller, prvi od mnogih koji je analizirao kotao. On je način slaganja odredio na temelju položaja lema u tragovima koji se nalazi na rubu posude. U dva slučaja, znak probijanja koji prodire na unutarnju i vanjsku ploču također je pomagao uspostaviti redoslijed. U svom konačnom obliku, ploče su poredane na način da se ženski i muški prikazi izmjenjuju, pod pretpostavkom da je osma ploča koja nedostaje ženska. Međutim, svi se analitičari ne slažu s Müllerovom redoslijedom. Taylor je istaknuo da se, osim dva slučaja probijanja, redoslijed ne može odrediti iz poravnanja lema. Njegov je argument da ploče nisu izravno susjedne jedna drugoj, već su odvojene s razmakom od po 2 cm; stoga se ploče s ovim redoslijedom ne mogu sa sigurnošću čitati kao prava pripovijest, pretpostavljajući da je uopće u pitanju pripovijest. Međutim, Larsen (2005: 16, sl. 12) ukazuje, ne samo da je njegova studija potvrdila poredak unutarnjih ploča koje su ustanovili Muller, Klindt-Jensen i Olmsted, već redoslijed vanjskih ploča utvrđuje i zakovica rupe, poravnanja lema i tragovi struganja.

## Metalurgija
Kotao iz Gundestrupa sastoji se gotovo u potpunosti od srebra, ali postoji i značajna količina zlata za pozlatu, kositra za lem i stakla za oči figura. Prema eksperimentalnim dokazima, materijali za posudu nisu dodavani istodobno, pa se kotao može smatrati djelom više obrtnika tijekom nekoliko stotina godina. Kvaliteta popravaka kotla, kojih je mnogo, inferiorna je od izvorne izrade.
Srebro nije bilo uobičajen materijal u keltskoj umjetnosti, a zasigurno ne na ovoj skali. Osim ponekad, za male komade nakita, zlato ili bronca bili su uobičajeniji za prestižne limarske radove. U vrijeme stvaranja kotla Gundestrup srebro se dobivalo kupelacijom ruda olova / srebra Uspoređujući koncentraciju izotopa olova sa srebrnjakom drugih kultura, sugerira se da srebro potječe iz više ležišta rude, uglavnom iz keltske sjeverne Francuske i zapadne Njemačke u predrimsko razdoblje. Studije izotopa olova također ukazuju da je srebro za proizvodnju ploča pripremljeno uzastopnim topljenjem ingota i/ili otpadnog srebra. Tri do šest različitih serija recikliranog srebra možda su korištene za izradu posude. Točnije, kružna "osnovna ploča" možda je nastala kao falera i obično se smatra da je bila postavljena na dnu posude kao kasniji dodatak, zalemljen za popravak rupe. Alternativna teorija je da ova falera u početku nije bila dio zdjele, već je činila dio ukrasa drvenog pokrivača.
Zlato se može razvrstati u dvije skupine na temelju čistoće i razdvojiti koncentracijom srebra i bakra. Manje čista pozlata, koja je gušća, može se smatrati kasnijim popravkom, jer tanji, čistiji uložak bolje prianja uz srebro. Prianjanje ukupnog zlata prilično je loše. Nedostatak žive iz analize zlata sugerira da se na kotlu Gundestrup nije koristila tehnika pozlaćivanja vatrom. Čini se da je pozlata umjesto toga napravljena mehaničkim sredstvima, što objašnjava funkciju usko postavljenih znakova probijanja na pozlaćenim područjima.
Za kalaj je provedeno ispitivanje izotopa olova slično onom koji se koristi na srebru. Svi uzorci lemljenja kositra podudarni su u sastavu olova i izotopa s ingotama iz Cornwalla u zapadnoj Britaniji. Lim koji se koristi za lemljenje ploča i zdjele, kao i za staklene oči, vrlo je jednolik u svojoj visokoj čistoći.

## Protok sirovine
Tijek proizvodnog procesa sastojao se od nekoliko koraka koji su zahtijevali veliku količinu vještine. Serije srebra rastopljene su u loncima uz dodatak bakra za suptilniju leguru. Rastopljeno srebro izliveno je u ravne ingote i zakovano u srednje ploče. Za reljefne radove, srebrni lim je žaren kako bi se oblici mogli prebiti u visoki repoussé ; ti su grubi oblici zatim napunjeni smolom sa stražnje strane kako bi postali dovoljno čvrsti za daljnje detaljiranje udarcima. Smola je rastopljena, područja uzorka pozlaćena, a oči većih figura obložene staklom. Ploče su vjerojatno obrađivane u ravnom obliku, a kasnije su savijane u zavoje kako bi se lemile.
Znanstvenici se općenito slažu da je kotao Gundestrup djelo više kovača srebra. Koristeći skenirajuću elektronsku mikroskopiju, Benner Larson identificirao je 15 različitih udaraca koji su se koristili na pločama, svrstavajući se u tri različita seta alata. Nijedna pojedinačna ploča nema oznake iz više od jedne od ovih skupina, a to se uklapa s prethodnim pokušajima stilske atribucije koji identificiraju najmanje tri različita srebra. Višestruki obrtnici također bi objasnili vrlo promjenjivu čistoću i debljinu srebra.

## Porijeklo
Tehnike obrade srebra koje se koriste u kotlu nepoznate su iz keltskog svijeta, ali su u skladu s poznatom tračkom tradicijom srebrnog lima. Prikazani prizori nisu izrazito trački, ali određeni elementi kompozicije, ukrasni motivi i ilustrirani predmeti (poput pertli na liku roga) identificiraju ga kao djelo Tračana.
Taylor i Bergquist pretpostavili su da je keltsko pleme poznato kao Skordisci naručilo kotao od domaćih tračkih kovača srebra. Prema klasičnim povjesničarima, Cimbri, teutonsko pleme, otišli su na jug iz područja donje Labe i napali Skordiske 118. pr. Kr. Nakon što su pretrpjeli nekoliko poraza od Rimljana, Cimbri su se povukli na sjever, ponijevši sa sobom ovaj kotao i nastanili se u Himmerlandu, gdje je i pronađena posuda.
Prema Olmstedu (2001.), umjetnički stil kotla Gundestrup je onaj koji se koristi u armoričkim kovanicama koji se datiraju od 75. do 55. godine pr. Kr., kao što je prikazano u kovanicama Coriosolita. Ovaj je umjetnički stil jedinstven za sjeverozapadnu Galiju i uglavnom je ograničen na regiju između Seine i Loire, regije u kojoj su, prema Cezaru, bogati pomorski Veneti imali dominantnu i hegemonističku ulogu. Slaže se s ovim područjem proizvodnje, određeno umjetničkim stilom, činjenica da su „izotopski sastavi olovnih ploča kotla [Gundestrup]” uglavnom uključivali „isto srebro koje se koristilo u sjevernoj Francuskoj za kovanice Coriosolite” (Larsen 2005: 35). Kotao Gundestrup ne samo da nas osvjetljava u vezi s ovim umjetničkim stilom vođenim novčićima, gdje su kovači većih metala bili i majstori kovanja novca, već kotao prikazuje i kulturne predmete, poput mačeva, oklopa i štitova, pronađene i proizvedeni u istom kulturnom području, potvrđujući slaganje između umjetničkog stila i analize metala. Ako su, kako Olmsted (2001) i Hachmann (1990) sugeriraju, Veneti također proizveli srebrne falere, pronađene na otoku Sark, kao i Helden phalera, tada postoji niz srebrnih predmeta tipa koji su tipa kotla iz Gundestrupa, porijeklom iz sjeverozapadne Francuske, a datiraju neposredno prije rimskog osvajanja.
Nielsen vjeruje da je pitanje podrijetla pogrešno i može donijeti zavaravajuće rezultate. Zbog raširene migracije brojnih etničkih skupina poput Kelta i teutonskih naroda te događaja poput rimske ekspanzije i kasnije romanizacije, vrlo je malo vjerojatno da je samo jedna etnička skupina bila odgovorna za razvoj kotla iz Gundestrupa. Umjesto toga, izradu i umjetnost kotla možemo smatrati proizvodom spajanja kultura, koje nadahnjuju i šire jedna drugu. Na kraju, Nielsen zaključuje, na temelju akceleratorskog datiranja uzoraka pčelinjeg voska pronađenog na stražnjoj strani ploča, da je posuda stvorena u rimskom željeznom dobu. Međutim, kao što ukazuje dodatak Nielsonovom članku (2005: 57), rezultati laboratorija Leibniz na istom pčelinjem vosku datirani su oko 400 godina ranije.

## Ikonografija

### Osnovna ploča
Ukrašeni medaljon na kružnoj osnovnoj ploči prikazuje bika. Iznad leđa bika nalazi se ženska figura koja mače; prikazana su i tri psa, jedan iznad glave bika, a drugi ispod kopita. Vjerojatno su sve ove brojke u borbi; čini se da je treći pas ispod bika i blizu njegovog repa mrtav, a na graviranju je samo slabo prikazan, a bik je možda srušen. Ispod bika je sklupčani bršljan iz klasične grčko-rimske umjetnosti. Rogovi bika nedostaju, ali kroz glavu postoji rupa tamo gdje su izvorno postavljeni; vjeruje se da su bili zlatni. Glava bika uzdiže se potpuno jasno od ploče, a medaljon se u tehničkom i umjetničkom smislu smatra najizvrsnijim dijelom kotla.

### Vanjske ploče
Svaka od sedam vanjskih ploča centralno prikazuje poprsje. Ploče a, b, c i d prikazuju bradate muške figure, a preostale tri su ženske.
- Na ploči a, čovjek s bradom drži u svakoj ruci mnogo manji lik za ruku. Obojica sežu prema gore prema malom nerastu. Pod nogama likova (na ramenima većeg čovjeka) nalaze se pas s lijeve strane i krilati konj s desne strane.
- Lik na ploči b u svakoj ruci drži morskog konja ili zmaja.
- Na ploči c muška figura podiže prazne šake. Na njegovom desnom ramenu je čovjek u "boksačkom" položaju, a na lijevom ramenu poskočena figura s malim konjanikom ispod.
- Ploča d prikazuje bradati lik koji u svakoj ruci drži jelen uz stražnje četvrtine.
- Žensku figuru na ploči e okružuju dvije manje muške biste.
- Ženska figura u uzdignutoj desnoj ruci na ploči f drži pticu. Lijeva ruka joj je vodoravna, podupire muškarca i psa koji leže na leđima. S obje strane njezine glave nalaze se dvije ptice grabljivice. Njenu kosu plete mala žena s desne strane.
- Na ploči g ženski lik ima prekrižene ruke. Na njezinom desnom ramenu prikazan je prizor muškarca koji se bori s lavom. Na njezinom lijevom ramenu je lik koji skače sličan onom na tanjuru c.

### Unutarnje ploče
Ploča A prikazuje mušku figuru s rogovima koja sjedi u središnjem položaju, često identificiranu kao Cernunnos. Olmsted (1979, 1994) vidi Cernunnosa kao galsku verziju irskog Cu Chulainna. U desnoj ruci Cernunnos drži Tork, a lijevom rukom hvata rogatu zmiju malo ispod glave. S lijeve strane je jelen s rogovima koji su vrlo slični ljudskom / božanskom liku. Oko mjesta događaja nalaze se druge pseće, mačje i goveđe životinje, neke ali ne sve okrenute prema čovjeku, kao i čovjek koji jaše na dupinu. Između rogova boga nalazi se nepoznati motiv, možda biljka ili drvo, ali najvjerojatnije samo standardni ukras pozadine.
Kao što Olmsted (1979) ukazuje, prizor u gornjem desnom dijelu ploče A, lav, dječak na dafinu i bik, mogu se protumačiti nakon podrijetla bikova irskog "Taina", koji preuzimaju slične životinjski oblici, koji se međusobno bore u svakom obliku, kao što je naznačeno u dva lava koji se bore u donjem desnom dijelu ploče A.
- Na ploči B, velika poprsje Torc nosi žena je pobočena dva kotača sa 6 špica, i nečim što se čini kao dva slona i dva grifona. Mačka ili gonič je ispod poprsja. Na sjeverozapadnom galskom novcu od 150-50. pr. Kr. Takvi kotači često označavaju kočije, pa se prizor mogao vidjeti kao božica u slonskoj bigi (Olmsted 1979; 2001: 125-126). Ploča B mogla bi se protumačiti nakon galske verzije početka irskog "Taina", gdje Medb kreće u potragu za Donnovim bikom nakon što je u svojoj kočiji zaokružila krug oko svoje vojske kako bi donijela sreću "Tainu".
- Veliko poprsje bradate figure koja se drži slomljenog kotača u središtu je ploče C. Manji, poskočeni lik s rogatom kacigom također drži rub kotača. Ispod figure u skoku nalazi se rogata zmija. Skupinu okružuju tri grifona okrenuta dolje lijevo, a gore dvije čudne životinje koje izgledaju poput hijena,[18] okrenute desno. Žbice kotača izvedene su asimetrično, ali sudeći prema donjoj polovici, kotač je možda imao dvanaest žbica. Olmsted (1979) tumači ovu scenu kao galsku verziju događaja s Irskim Tainom gdje Cu Chulainn udara nogom u Morriganova rebra kad ga napadne kao jegulju, a zatim se suočava s Fergusom s njegovim slomljenim kotačićima.
- Ploča D prikazuje scenu ubijanja bikova, s istim sastavom ponovljenim tri puta preko ploče; jedino mjesto gdje se takvo ponavljanje pojavljuje na kotlu. Tri velika bika raspoređena su u redu, okrenuta udesno, a svakog od njih napada čovjek s mačem. Mačka i pas, koji trče ulijevo, pojavljuju se iznad i ispod svakog bika. Nakon Stowe verzije "Taina", Medbovi ljudi trče naprijed da ubiju Donnovog bika nakon njegove borbe s Medbovim "bijelorogim" bikom, kojeg on ubija.
- Na donjoj polovici ploče E, red ratnika koji nose koplja i štitove marširaju ulijevo, podižući straga ratnika bez štita, mača i kacige s grebenima. Iza njega su tri svirača karniksa. Ispred ove skupine pas skače, možda da ih zadrži. Iza psa, s lijeve strane scene, lik dvostruko veći od ostalih drži muškarca naopako, očito s lakoćom, a očito će ga uroniti u bačvu ili kotao. Na gornjoj polovini ratnici na konjima s grebenastim kacigama i kopljima odlaze jašući s desne strane, a s desne rožnata zmija, smještena iznad vrhova karneksa, koja ih možda i vodi. Dvije linije nalaze se ispod i iznad onoga što se čini kao drvo, još uvijek u listu, koje leži postrance. To se danas najčešće tumači kao prizor kada pali ratnici uranjaju u kotao da bi se preporodili u svoj sljedeći život ili zagrobni život. To se može usporediti u kasnijoj velškoj literaturi.[19] Međutim, Olmsted (1979) scenu tumači kao galsku verziju epizode "Aided Fraich" "Taina" gdje Fraech i njegovi ljudi preskaču srušeno drvo, a zatim se Fraech hrva s ocem Cu Chulainnom i on ga utapa, dok njegovi čarobni puhači truba sviraju "glazbu spavanja" protiv Cu Chulainna. U epizodi "Aided Fraich" Fraechovo tijelo uplakanim banchuireom odvodi se u podzemlje da bi ga izliječile njegova teta i supruga Morrigan. Ovaj incident prikazan je na vanjskoj ploči f, koja je susjedna i suprotna ploči E.

- Unutarnja ploča E
- Lik s veprovom kacigom
- Detalj
- Svirači karniksa

## Tumačenje i paralele
- Brončani Keltski tork iz Francuske, 4. stoljeće Pr. Kr.
- Glava karniksa iz nedavno otkrivene skupine Tintignac
- Kapa Torrs i rogovi
- Keltska kaciga iz Satu Mare, Rumunjska s gavranovom krijestom, oko 4. stoljeća pr
- Tračka ploča s tračkim konjanikom
- Trački disk pronađen u Nizozemskoj
- Otisak ahemenidskog pečata s motivom Gospodara životinja ; perzijski kralj pokorava dva mezopotamska lamasa
- Grifon na starogrčkoj vazi

Mnogo su godina neki znanstvenici slike kotla tumačili u smislu keltskog panteona i keltske mitologije kako je predstavljena u mnogo kasnijoj literaturi na keltskim jezicima s Britanskih otoka. Drugi potonja tumačenja gledaju s velikom sumnjom. Mnogo manje kontroverzne su jasne paralele između detalja likova i arheoloških pronalazaka keltskih artefakata iz željeznog doba.
Ostali detalji ikonografije očito potječu iz umjetnosti drevnog Bliskog Istoka, a postoje intrigantne paralele s drevnom Indijom i kasnijim hinduističkim božanstvima i njihovim pričama. Znanstvenici se većinom zadovoljavaju s time da prve vide kao motive posuđene isključivo zbog vizualne privlačnosti, ne prenoseći pritom ništa od izvornog značenja, ali unatoč udaljenosti neki su pokušali povezati potonje sa širim tradicijama koje su ostale od proto-indoeuropske religije.

### Keltska arheologija
Među najspecifičnijim detaljima koji su očito keltski su skupina svirača karniksa. Ratni rog karniksa bio je poznat iz rimskih opisa Kelta u bici i Trajanovog stupa, a nekoliko dijelova poznato je iz arheologije, čiji se broj uvelike povećao nalazima u Tintignacu u Francuskoj 2004. godine. Diodor Siculus napisao je oko 60–30. pr. Kr. (Povijesti, 5,30):
"Trube su im opet neobične barbarske vrste; pušu u njih i proizvode oštar zvuk koji odgovara ratnom metežu"
Sljedeći detalj koji se lako uklapa s arheologijom jest tork kojeg je nosilo nekoliko figura, prilično čest keltski artefakt pronađen u zapadnoj Europi, najčešće u Francuskoj, iz razdoblja za koje se smatra da je izrađen kotao.
Ostali detalji s jasnijim keltskim vezama su dugi mačevi koje nose neke figure, te kacige s rogovima i rogovima ili pokrivačima za glavu i krijestom divlje svinje koje su na svojoj kacigi nosili neki ratnici. To se može povezati s keltskim artefaktima kao što su kaciga s krijestom grabljivca iz Rumunjske, kaciga Waterloo, kapa Torrs Pony i rogovi te razne životinjske figure, uključujući neraste, s nejasnom funkcijom. Štitnici, ostruge i konjska zaprega također se odnose na keltske primjere.
Lik s antlerima na ploči A uobičajeno je identificiran kao Cernunnos, koji je imenovan (jedini izvor za to ime) na Galo-rimskom stupu lađara iz 1. stoljeća, gdje je prikazan kao rogasta figura s torkovima koji vise s njegovih antlera. Možda ga je izgubljeni dio ispod poprsja pokazivao kako sjedi prekriženih nogu kao što je lik na kotlu. Inače postoje dokazi o rogatom bogu iz nekoliko kultura.
Za lik koji drži slomljeni kotač na ploči C više se smatra da je Taranis, sunčev ili gromoviti "bog kotača" kojeg je Lucian imenovao i predstavljen na brojnim slikama željeznog doba; postoje i mnogi kotači koji su izgleda bili amuleti.

### Bliski Istok i Azija
Mnoge životinje prikazane na kotlu uključuju slonove, dupina, mačke nalik leopardu i razne fantastične životinje, kao i životinje raširene diljem Euroazije, poput zmija, goveda, jelena, veprova i ptica. Keltska umjetnost često uključuje životinje, ali ne često u fantastičnim oblicima s krilima i kombiniranim aspektima različitih životinja. Postoje iznimke od toga, neke kad su motivi jasno posuđeni, jer je dječak koji jaše dupina posuđen iz grčke umjetnosti, a drugi koji su izvorniji, poput rogove zmije s ovnovskom glavom koja se tri puta pojavi na kotlu. Trakijska umjetnost često prikazuje životinje, najčešće moćne i žestoke, od kojih su mnoge vrlo česte i na drevnom Bliskom Istoku, ili skitsku umjetnost euroazijske stepe, čiji su mobilni vlasnici osigurali put za vrlo brzi prijenos motiva i objekti između civilizacija Azije i Europe.
Dvije figure koje stoje u profilu uz veliku glavu na vanjskoj ploči F, svaka s pticom raširenih krila tik iznad glave, jasno nalikuju uobičajenom motivu u drevnoj asirskoj i perzijskoj umjetnosti, sve do duge odjeće koju nose. Ovdje je lik obično vladar, a krila pripadaju simboličnom prikazu božanstva koje ga štiti. Na ostalim pločama su prikazani grifoni posuđeni iz drevne grčke umjetnosti Bliskog Istoka. Na nekoliko vanjskih ploča velike glave, vjerojatno od božanstva, u središtu vanjskih ploča, imaju malo oružje i šake, bilo da hvataju životinju ili čovjeka u verziji uobičajenog motiva Gospodara životinja, ili ih drže prazne sa strane glave na način koji sugerira nadahnuće iz ovog motiva.

### Keltska mitologija
Osim Cernunnosa i Taranisa, koji se gore spominju, nema konsenzusa u vezi s ostalim likovima, a mnogi znanstvenici odbijaju pokušaje da ih se veže uz likove poznate iz mnogo kasnijih i geografski udaljenih izvora. Neki su Kelti objasnili slonove prikazane na ploči B kao referencu na Hanibalov prijelaz preko Alpa.
Zbog dvoglavog vučjeg čudovišta koje napada dvije male figure palih ljudi na ploči b, mogu se povući paralele s velškim likom Manawydanom ili irskim Manannánom, bogom mora i Onog svijeta. Druga mogućnost je galska verzija Apolona, koji nije bio samo ratnik, već i povezan s izvorima i iscjeljivanjem.
Olmsted povezuje prizore kotla s onima iz Táin Bó Cuailngea, gdje je rogovi Cú Chulainn, bik osnovne ploče Donn Cuailnge, a ženka i dva muškarca ploče e Medb, Ailill i Fergus mac Róich. Olmsted se također igra s idejom da bi ženski lik uz bok dviju ptica na tanjuru f mogao biti Medb sa svojim kućnim ljubimcima ili Morrígan, irska božica rata koja se često mijenja u pticu strvinara.
I Olmsted i Taylor slažu se da bi ženski lik s ploče f mogla biti Rhiannon iz Mabinogiona. Rhiannon je poznata po svojim pticama, čije bi pjesme mogle "probuditi mrtve i uspavati žive". U ovoj bi se ulozi Rhiannon mogla smatrati božicom onostranog svijeta.
Taylor predstavlja pankulturniji pogled na slike kotla; zaključuje da božanstva i prizori prikazani na kotlu nisu svojstveni samo jednoj kulturi, već mnogim. Uspoređuje Rhiannon, za koju misli da je lik ploče f, s Haritijem, octom baktrijske mitologije. Uz to, ukazuje na sličnost između ženskog lika ploče B i hinduističke božice Lakshmi, čije prikaze često prate slonovi. Bogovi kotača također su međukulturni s božanstvima poput Taranisa i Vishnua, boga iz hinduizma.